# Árbol de navidad (náutica)

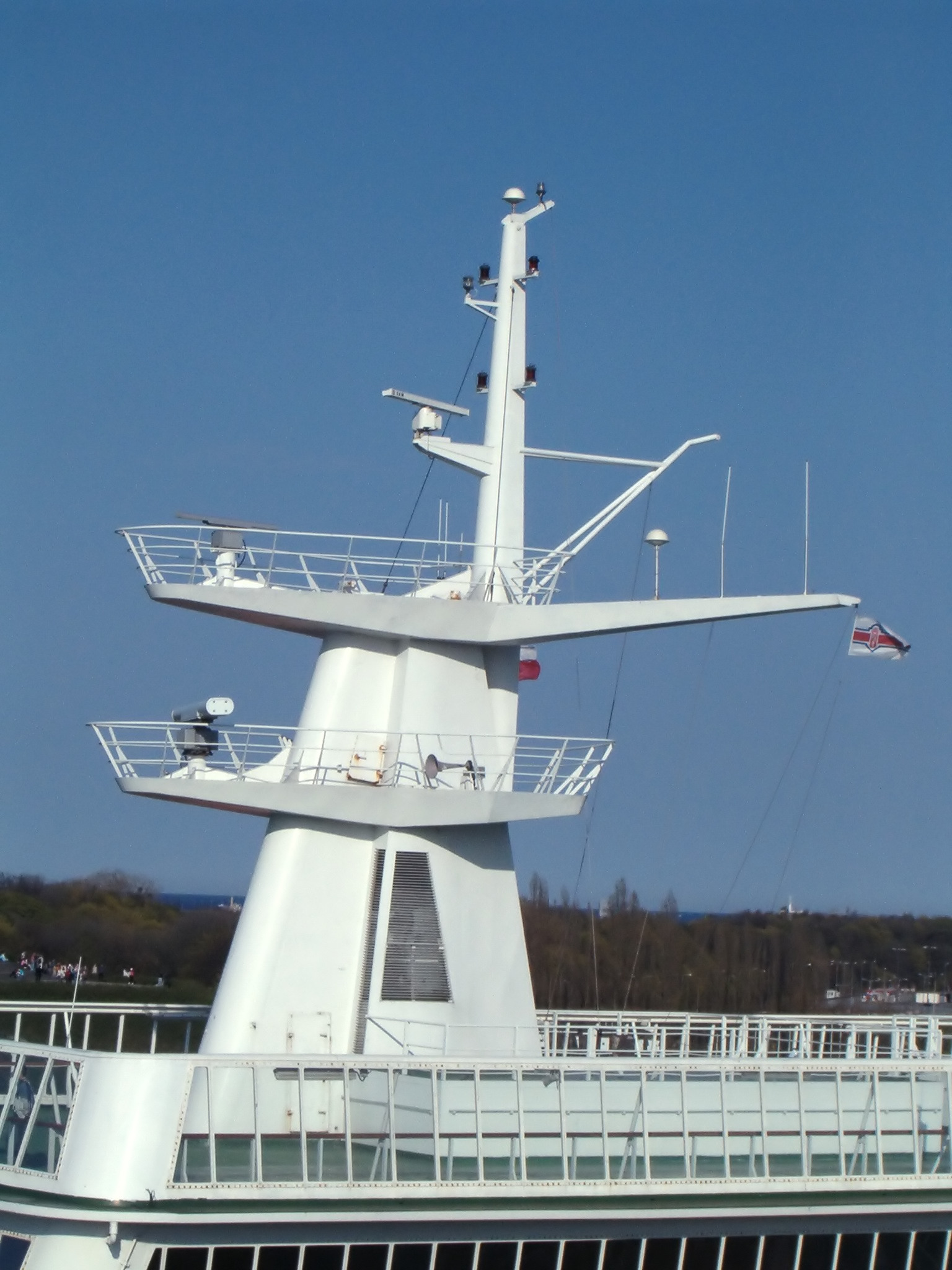
Árbol de Navidad de un crucero.

Un árbol de navidad es un mástil ubicado sobre la timonera de una embarcación, donde se instalan las luces de navegación y las luces especiales que deben exhibir los barcos. También se emplea para el izado de las banderas correspondientes al código internacional de señales, la insignia de la compañía naviera o la bandera del país anfitrión.
En el árbol de Navidad pueden instalarse también antenas de radar, de telefonía o del navegador satelital.
- Datos: Q6173760